# Таллинский технический университет

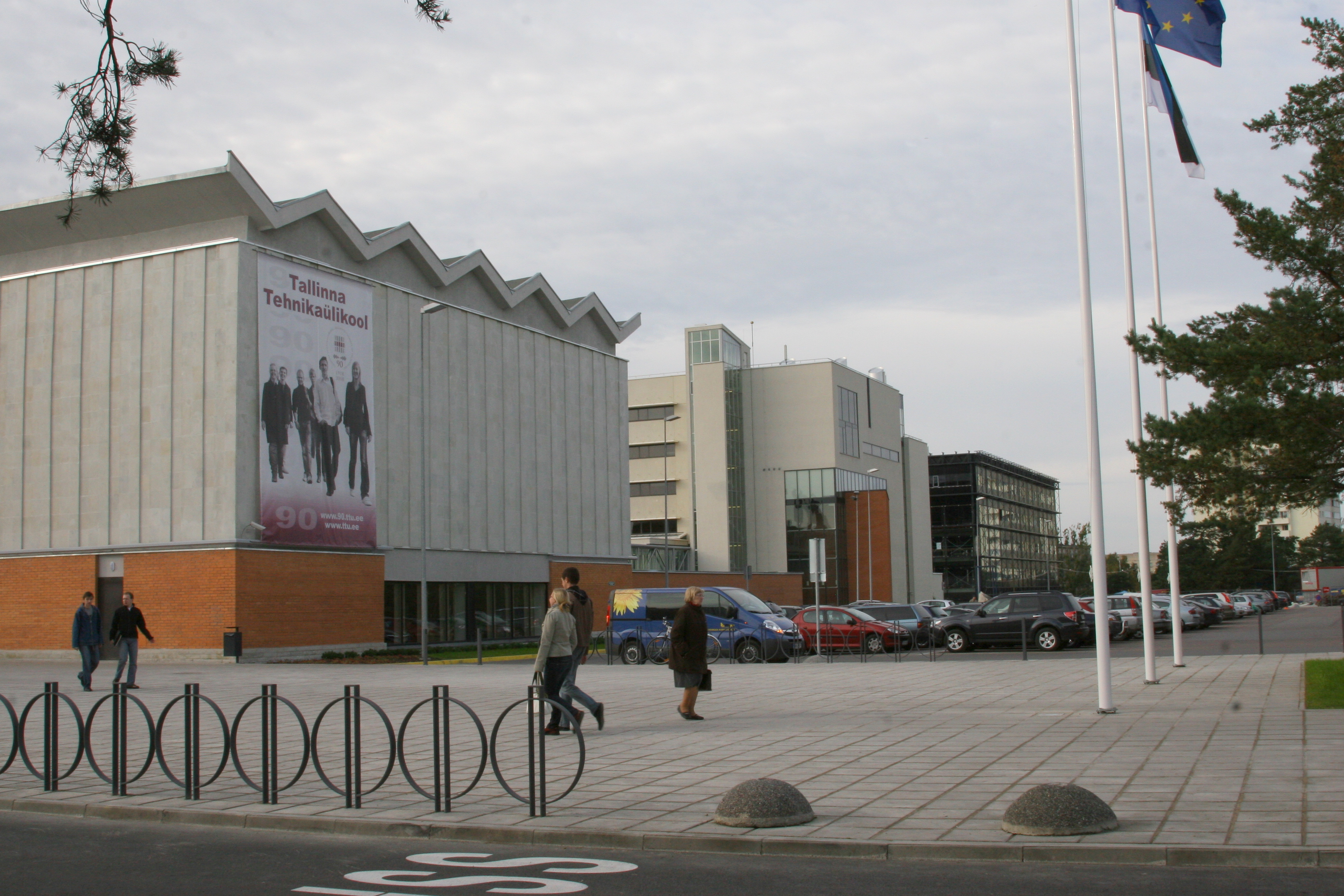
Таллинский технический университет

Один из корпусов ТТУ (фрагмент заднего фасада)

Аллея академиков во внутреннем дворе ТТУ

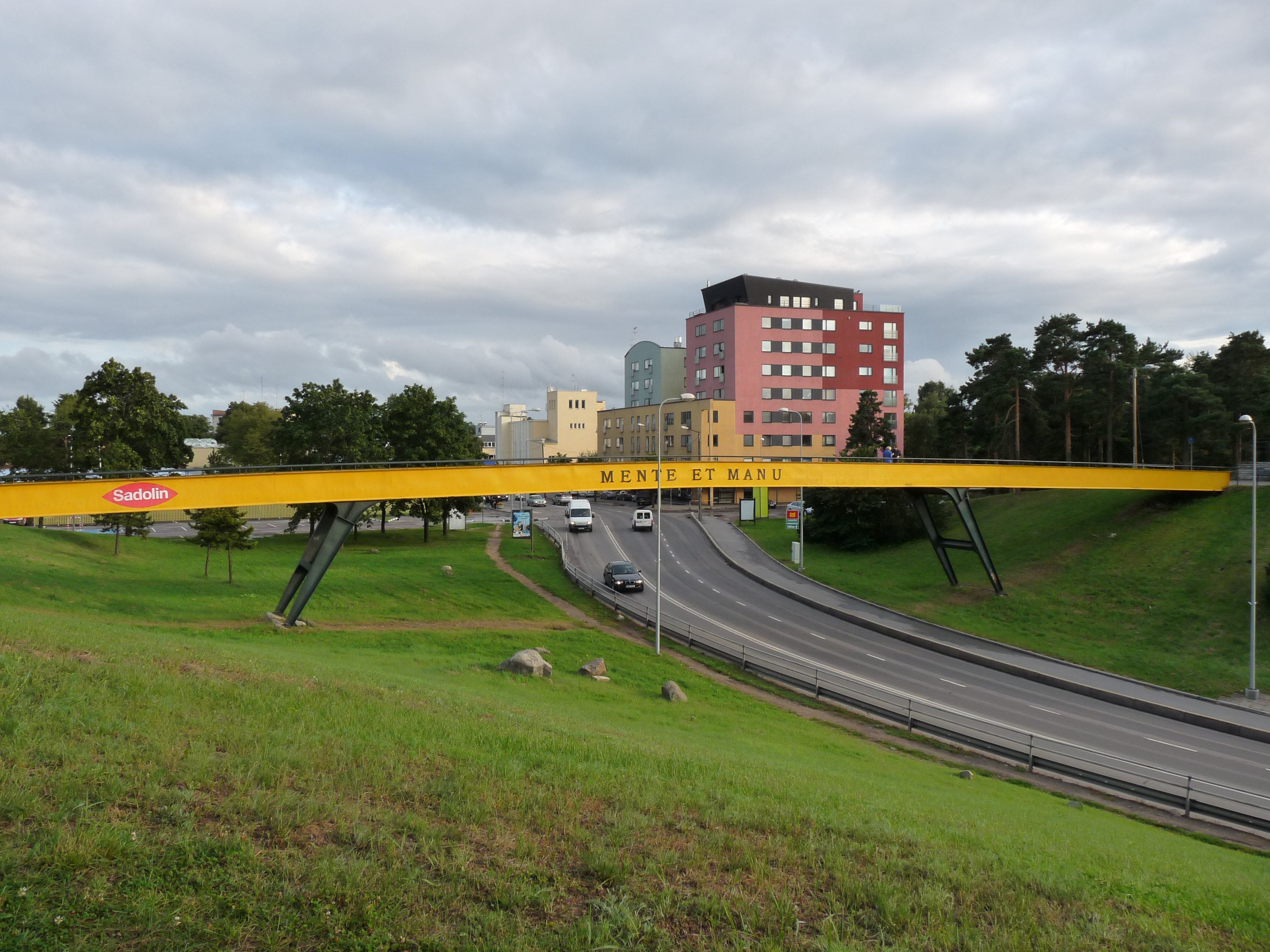
Мост на границе между Мустамяэ и Нымме, несущий девиз ТТУ, в 2009 году (до реконструкции)

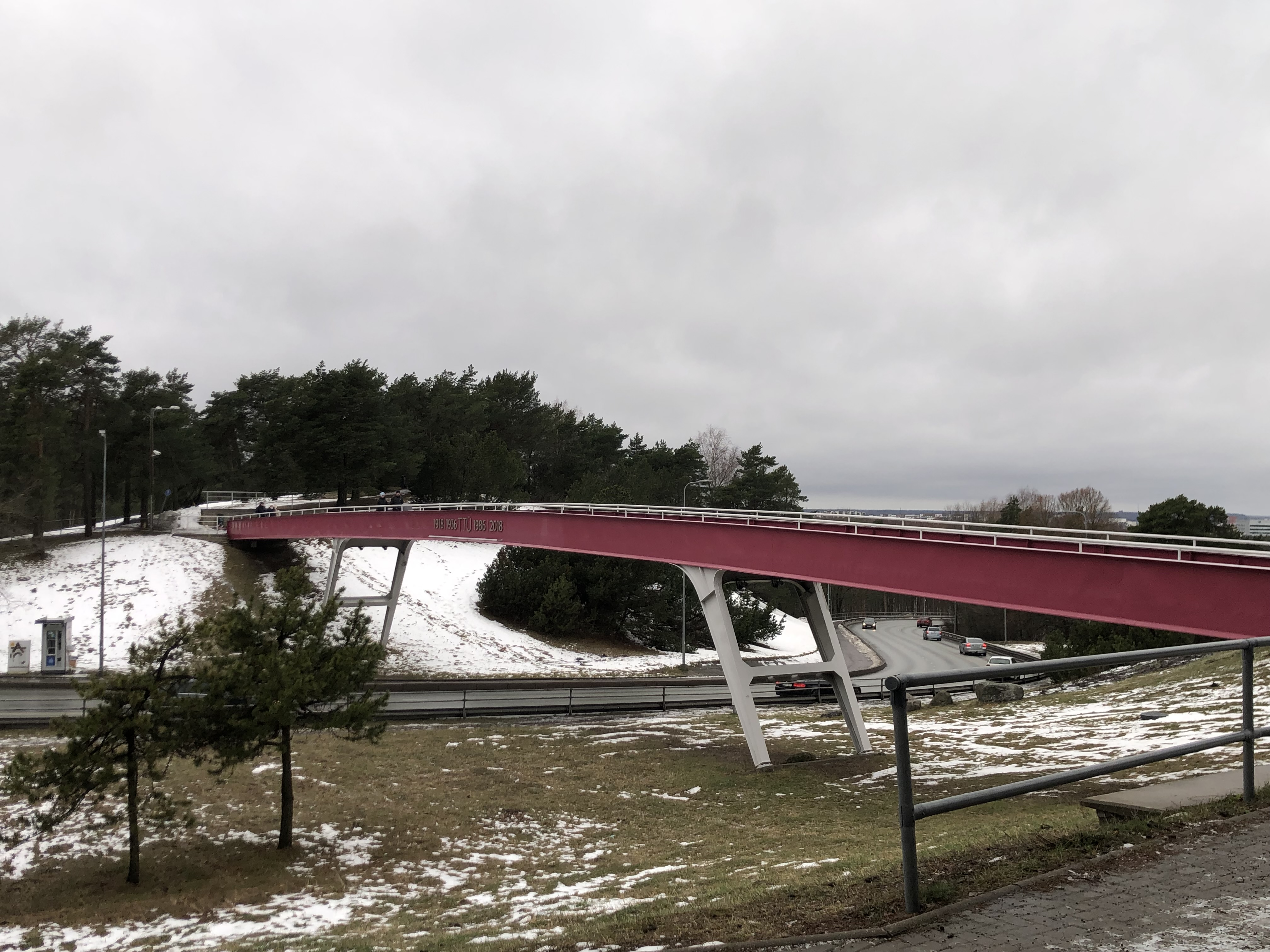
Мост на границе между Мустамяэ и Нымме в 2023 году (после реконструкции)

Таллинский технический университет (ТТУ, ТалТех) (эст. Tallinna Tehnikaülikool, TalTech) — старейший университет инженерно-технического профиля в Эстонии. Является ведущим учебным заведением страны в области машиностроения, бизнеса и государственного управления. Находится в столице Эстонии — Таллине. Основан в 1918 году.

## Описание
Является одним из ведущих инженерных вузов в Прибалтике и новых странах Европейского союза.
В университете обучается более 14 тысяч студентов из них более 600 иностранных студентов из 60 стран мира. На факультетах и в научно-исследовательских центрах работают около 2000 человек, среди них 154 профессора. Обучение ведётся на эстонском и английском языках. ТТУ расположен в 15 учебных корпусах, объединённых в одном кампусе.

## История
История университета началась в 1918 году: 17 сентября 1918 года была открыта школа с обучением на эстонском языке, основанная Эстонским техническим сообществом. В ней преподавались: машиностроение, электротехника, судостроение, гидротехника, строительство и архитектура. С осени 1919 года школа стала называться Таллинский техникум. Добавились отделения агромелиорации, землемерной и технической химии. Было также создано отделение морской инженерии и механики. В техникуме действовала школа корабельных механиков. 
Курс школы делился на подготовительный, низшую и высшую ступени. Подготовительный курс имел срок обучения 3 года. Низшая ступень техникума готовила техников, высшая ступень — инженеров и архитекторов. В интересах дальнейшего развития в 1920 году техникум был национализирован и вскоре получил статус государственного высшего учебного заведения. В 1923 году подготовительный курс стал независимой технической гимназией, высшая ступень стала наименоваться высшей технической школой, студенты которой получили права, равные правам студентов Тартуского университета. В 1923 году в Таллинском техникуме начал работу Государственный испытательный центр. 
В 1934 году подготовка инженеров началась в Тартуском университете и в 1936 году технический факультет был переведён в Таллинский техникум, который с 15 сентября 1936 года стал называться Таллинским техническим институтом. В институте были образованы три отделения: строительное, химическое, а также отделение механики и механической технологии. С 1 января 1938 года университет стал именоваться Таллинским техническим университетом, в котором было организовано два факультета: строительно-механический и горно-химический. Началось присуждение научных степеней. В 1939 году начался приём на электротехнические специальности. В 1940 году был создан экономический факультет. В 1958 году был создан энергетический факультет. В 1965 году был открыт факультет автоматики.
В 1941 году и в период с 1944 по 1989 годы учебное заведение называлось Таллинский политехнический институт (ТПИ) (эст. Tallinna Polütehniline Instituut (TPI)). Наименование «Таллинский технический университет» было восстановлено постановлением № 257 от 21 июля 1989 года Совета министров ЭССР.
В 1991 году был начат процесс перехода на предметную систему обучения, в 1992 году была реформирована учебная структура университета. С 1995 года началась подготовка бакалавров. С 1997 года был начат приём на дипломное обучение.
С сентября 2002 года произошёл переход на новую систему учебных программ (3 года бакалавриат и 2 года магистратура), после чего процесс обучения был унифицирован с процессом обучения в европейских университетах. Работу начало англоязычное международное уровневое обучение как на уровне бакалавриата, так и на уровне магистратуры. Все программы аккредитованы.
В результате подписанного 27 мая 2008 года договора об объединении, начиная с 1 июля 2008 года Международный Университет Audentes является действующей под управлением Таллинского технического университета структурной единицей. Объединяясь, «Audentes» передал все действующие рабочие договоры IUA, все заключённые субподрядные и договоры поручения, а также все учебные договоры.
1 августа 2014 года Эстонская морская академия вошла в состав ТТУ в качестве колледжа.
С 2015 года полностью прекращено обучение на русском языке (до этого велось для русскоязычных студентов-первокурсников).

## Структура

#### Строительный факультет
Декан — Рооде Лийас (Roode Liias).
Бакалавриат (3 года):
- Логистика

Инженерное обучение (5 лет):
- Промышленное и гражданское строительство
- Техника окружающей среды
- Транспортное строительство
- Архитектура

Магистратура (2 года):
- Логистика
- Промышленное и гражданское строительство
- Транспортное строительство
- Техника окружающей среды
- Городское планирование и проектирование зданий
- Environmental Management and Cleaner Production (рабочий язык — английский)

Докторантура (4 года):
- Строительство и техника окружающей среды

#### Энергетический факультет
Декан — Арви Хамбург (Arvi Hamburg).
Бакалавриат (3 года):
- Электроэнергетика
- Электропривод и силовая электроника
- Геотехнология

Магистратура (2 года):
- Электроэнергетика
- Электропривод и силовая электроника
- Геотехнология
- Распределённая энергетика

Докторантура (4 года):
- Энергетика и геотехника

#### Социальный факультет
Декан — Сулев Мяэлтсемеэс (Sulev Mäeltsemees).
Бакалавриат (3 года):
- Государственное управление
- Административное устройство
- Право

Магистратура (2 года):
- Государственное управление
- Административное управление
- Право
- Организационная психология
- Развитие персонала

Докторантура (4 года):
- Государственное устройство

#### Факультет информационных технологий
Декан — Энну Рюстерн (Ennu Rüstern).
Бакалавриат (3 года):
- Компьютерные системы
- Информатика
- Бизнес-инфотехнология
- Электроника и телекоммуникация

Магистратура (2 года):
- Компьютерные системы
- Электроника и коммуникация
- Информатика
- Cyber security (рабочий язык — английский)
- Software Engineering (рабочий язык — английский)
- Бизнес-инфотехнология
- E-Governance Technologies and Services (рабочий язык — английский)

Докторантура (4 года):
- Инфотехнология и технология коммуникаций

#### Факультет химии и технологии материалов
Декан — Андрес Эпик (Andres Öpik).
Бакалавриат:
- Технология материалов
- Технология пищи и разработка продуктов
- Химическая технология и технология защиты окружающей среды

Магистратура:
- Технология материалов
- Технология пищи и разработка продуктов
- Химическая технология и технология защиты окружающей среды
- Materials and Processes for Sustainable Energetics (рабочий язык — английский)

Докторантура:
- Химия и технология материалов

#### Экономический факультет
Декан — Юллас Эрлих (Üllas Ehrlich).
Бакалавриат:
- Экономика народного хозяйства
- International Business Administration (рабочий язык — английский)
- International Relations (рабочий язык — английский)
- Business Administration (рабочий язык — английский)
- Бизнес

Магистратура:
- Управление и маркетинг
- Экономика народного хозяйства
- International Business Administration (рабочий язык — английский)
- International Relations and European Studies (рабочий язык — английский)
- Организация бизнеса
- Финансы и бухгалтерский учёт

Докторантура:
- Экономика

#### Факультет математики и естественных наук
Декан — Тынис Кангер.
Бакалавриат:
- Генная технология
- Прикладная химия и биотехнология
- Техническая и медицинская физика

Магистратура:
- Технология биомедицины
- Генная технология
- Геонауки
- Прикладная химия и биотехнология
- Техническая физика
  - Прикладная математика
  - Прикладная механика
  - Прикладная физика
- Health Care Technology (рабочий язык — английский)

Докторантура:
- Химия и генная технология
- Геонауки
- Техническая физика

Механический факультет (декан — Прийт Кулу).
Бакалавриат:
- Разработка продукции, техника и технология производства
- Мехатроника
- Теплотехника

Магистратура:
- Мехатроника
- Теплотехника
- Технический преподаватель
- Разработка продукции, техника и технология производства
- Производство и управление производством.

Докторантура
- Mechanical Engineering

### Институты
- Эстонский институт экономики
- Геологический Институт
- Кибернетика
- Исследование сланцев
- Эстонский институт исследования энергии
- Морские системы

### Колледжи
- Вирумааский колледж[10]
- Курессаареский колледж[11]
- Таллинский колледж[12]
- Тартуский колледж[13]

## Учреждения, относящиеся к ТТУ
Таллинская обсерватория — относится к Институту физики при Факультете математики и естественных наук

## Ректоры

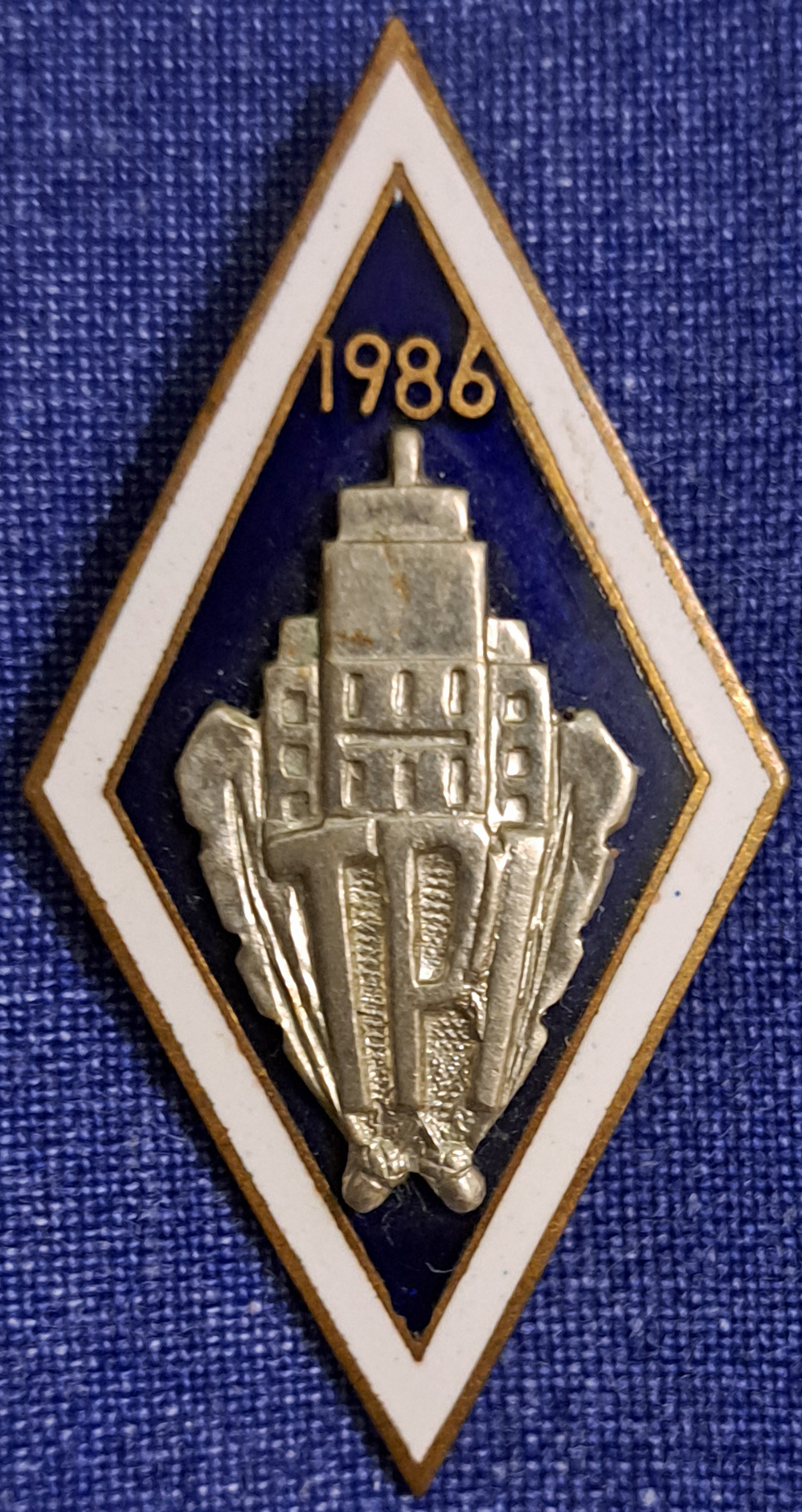
Нагрудный знак выпускника ТПИ 1986 года

- 1918: Карл Ипсберг[эст.]
- 1918—1932: Герман Рейер[эст.]
- 1932—1936: Энн Нурмисте[эст.]
- 1936—1939: Пауль Когерман
- 1939—1941: Юрий Нуут
- 1944—1948: Альбрехт Альтма
- 1948—1951: Рихард Махль
- 1951—1959: Людвиг Шмидт
- 1960—1976: Агу Аарна
- 1976—1991: Борис Тамм
- 1991—1999: Олав Аарна[эст.]
- 2000—2005: Андрес Кеэваллик[эст.]
- 2005—2010: Пеэп Сюрье[эст.]
- 2010—2015: Андрес Кеэваллик[эст.]
- 2015—2020: Яак Аавиксоо
- с 2020 года: Тийт Ланд[14]

## Академики
В разные годы в Эстонскую академию наук были избраны 20 человек, связанных с ТТУ:
- Хиллар Абен, Институт кибернетики ТТУ, избран в 1977
- Николай Алумяэ, Институт кибернетики ТТУ, избран в 1961
- Юри Энгельбрехт, Институт кибернетики ТТУ, строительный факультет, избран в 1986
- Димитри Кальё, Институт геологии ТТУ, избран в 1983
- Вальдек Кульбах, строительный факультет, избран в 1986
- Рейн Кюттнер, факультет механики, избран в 1997
- Юло Лилле, факультет математики и естественных наук, избран в 1983
- Энн Мелликов, факультет химии и технологии материалов, избран в 2003
- Уно Мересте, факультет экономики, избран в 1994
- Лео Мытус, факультет инфотехнологии, избран в 1993
- Арво Отс, факультет механики, избран в 1983
- Анто Раукас, Институт геологии ТТУ, избран в 1977
- Март Саарма, факультет математики и естественных наук, избран в 1990
- Энн Тыугу, Институт кибернетики ТТУ, избран в 1981
- Раймунд-Йоханнес Убар, факультет инфотехнологии, избран в 1993
- Михкель Вейдерма, факультет химии и технологии материалов, избран в 1975
- Тармо Соомере, Институт кибернетики ТТУ, избран в 2007
- Тармо Уусталу, Институт кибернетики ТТУ, избран в 2010
- Яакоб Кюбарсепп, факультет механики, избран в 2011
- Маргус Лопп, факультет математики и естественных наук, избран в 2011
- Андрес Опик, факультет химии и технологии материалов, избран в 1975,

С 2014 года президентом Эстонской академии наук является ведущий научный сотрудник Института кибернетики ТТУ академик Тармо Соомере.

## Символика
На различных мероприятиях, организуемых студентами ТТУ, можно часто видеть призрачный силуэт, разгуливающий среди
студентов. Это призрак вечного студента Юлиуса, переучившегося до смерти. Из-за неугасимой жажды познания, он никогда не может обрести покой. На голове у него студенческая фуражка ТТУ, которую студенты носят уже не одно десятилетие. Цветами её являются вишнёво-красный, серый и белый. Серый символизирует стальную выдержку и упорство, проявляемые студенчеством в процессе познания. Белый — это цвет мира, прогресса и высокой морали. Вишнёво-красный символизирует жизнерадостность, жизнедеятельность и огонь. Второй неотъемлемой частью университета является девиз «Mente et Manu!», что в переводе с латыни означает «умом и руками» и передаёт суть образования, получаемого в ТТУ: научить студентов одинаково хорошо принимать умные решения и претворять задуманное в жизнь.

## Расположение
Таллинский технический университет расположен в таллинском районе Мустамяэ, в 7 километрах от центра города.
- Общественный транспорт:
  - Из центра города: автобусы № 23, 36, 11 троллейбусы № 3, 4 (~20 минут)
  - Из Копли: автобус № 33, автобус № 72 (~30 минут)
  - Из Нымме: автобусы № 10, 27, 33 (~15 минут)
  - Из Хааберсти: автобусы № 10, 27, 36, 45 (~15 минут)
  - Из Ласнамяэ: автобусы № 12, 13 (необходима пересадка, в общей сложности ~40 минут)

(см. также Таллин#Транспорт, Таллин#Административное деление)
Адрес: Tallinna Tehnikaülikool, Ehitajate tee 5, 19086 Tallinn.
Телефон: +372 620 2002.

## Дополнительные факты
- В 1976 году в ТТУ прошёл советский фестиваль «Таллинские песни молодёжи».